# Rafael Suárez
Rafael Suárez Mujica (El Poblado, 1 de diciembre de 1929 - Caracas, 30 de septiembre de 1971) fue un compositor, director y arreglista venezolano. Fue el fundador, director y arreglista del Quinteto Contrapunto.
Inició sus estudios musicales en la Escuela Superior de Música de Caracas, en 1945, bajo la dirección del Maestro Ramos y posteriormente bajo la dirección del Maestro Vicente Emilio Sojo, hasta el año 1952. Más tarde viajó a Europa para perfeccionar sus estudios musicales con el Maestro Dante Ullu, titular de las cátedras de Lectura de Partituras, Composición, Dirección de Orquesta, Contrapunto y Fuga, en la Accademia di Santa Cecilia en Roma. Por sus méritos le es confiada la dirección de la Orquesta Experimental del Conservatorio Santa Cecilia, y de la Orquesta del Ente Stanislao, de Termi (Italia).
Al regresar a Venezuela, se dedica a la dirección coral siendo fundador de diversas agrupaciones corales, entre ellas, el Orfeón de la Juventud Católica de la Parroquia Santa Teresa, Coral del Cuartel «Rafael Urdaneta», Coral del Colegio de Abogados del Distrito Federal, Coral del Centro de Profesionales del Estado Aragua, Coral Shell, a la vez que ocupaba el cargo de subdirector de la Coral Venezuela. 
Su creación más destacada fue el Quinteto Contrapunto, fundado en 1962 y del que fue director, arreglista, cuatrista y barítono, para el que escribió una enorme cantidad de arreglos vocales de increíble calidad y exigencia técnica, que serían –en conjunto con sus voces- la firma particular de esta agrupación. 
Falleció a los 41 años, en Caracas, Venezuela el 30 de septiembre de 1971.